# 锦华街道 (大安市)
锦华街道，是中华人民共和国吉林省白城市大安市下辖的一个乡镇级行政单位。

## 行政区划
锦华街道下辖以下地区：
祥安社区和康宁社区。